# Buffalo Dance
Pour plus de détails, voir Fiche technique et Distribution.
Buffalo Dance est un film américain réalisé par William Kennedy Laurie Dickson, sorti en 1894. C'est, avec Sioux Ghost Dance, les premières apparitions d'Indiens au cinéma.
Ce film est un des premiers films tournés avec la première caméra argentique de cinéma à défilement linéaire vertical, la caméra Kinétographe, au format 35 mm de large, à deux paires de quatre perforations par photogramme, conçue par Dickson et Heise à partir des croquis de Thomas Edison et du premier modèle qui faisait dérouler horizontalement la pellicule de 19 mm de large, à six perforations en bas du cadre.

## Thème
La troupe d'Indiens du cirque de Buffalo Bill (Buffalo Bill's Wild West) exécute, accompagnée de deux tambourineurs (film muet), une Danse du bison. Trois danseurs invoquent le bison. L'un d'eux dirige constamment un regard caméra en direction du public.

## Fiche technique
- Titre : Buffalo Dance
- Réalisation : W.K.L. Dickson
- Photographie : William Heise
- Production : Edison Manufacturing Company
- Pays de production :  États-Unis
- Format : 35 mm à double jeu de 4 perforations rectangulaires Edison par photogramme, noir et blanc, muet
- Durée : 17 secondes (le film original durait une trentaine de secondes)